# Сапроново
Сапро́ново (рос. Сапроново) — присілок у складі Ленінського міського округу Московської області, Росія.

## Населення
Населення — 66 осіб (2010; 27 у 2002).
Національний склад (станом на 2002 рік):
- росіяни — 100 %